# Tölzer Knabenchor

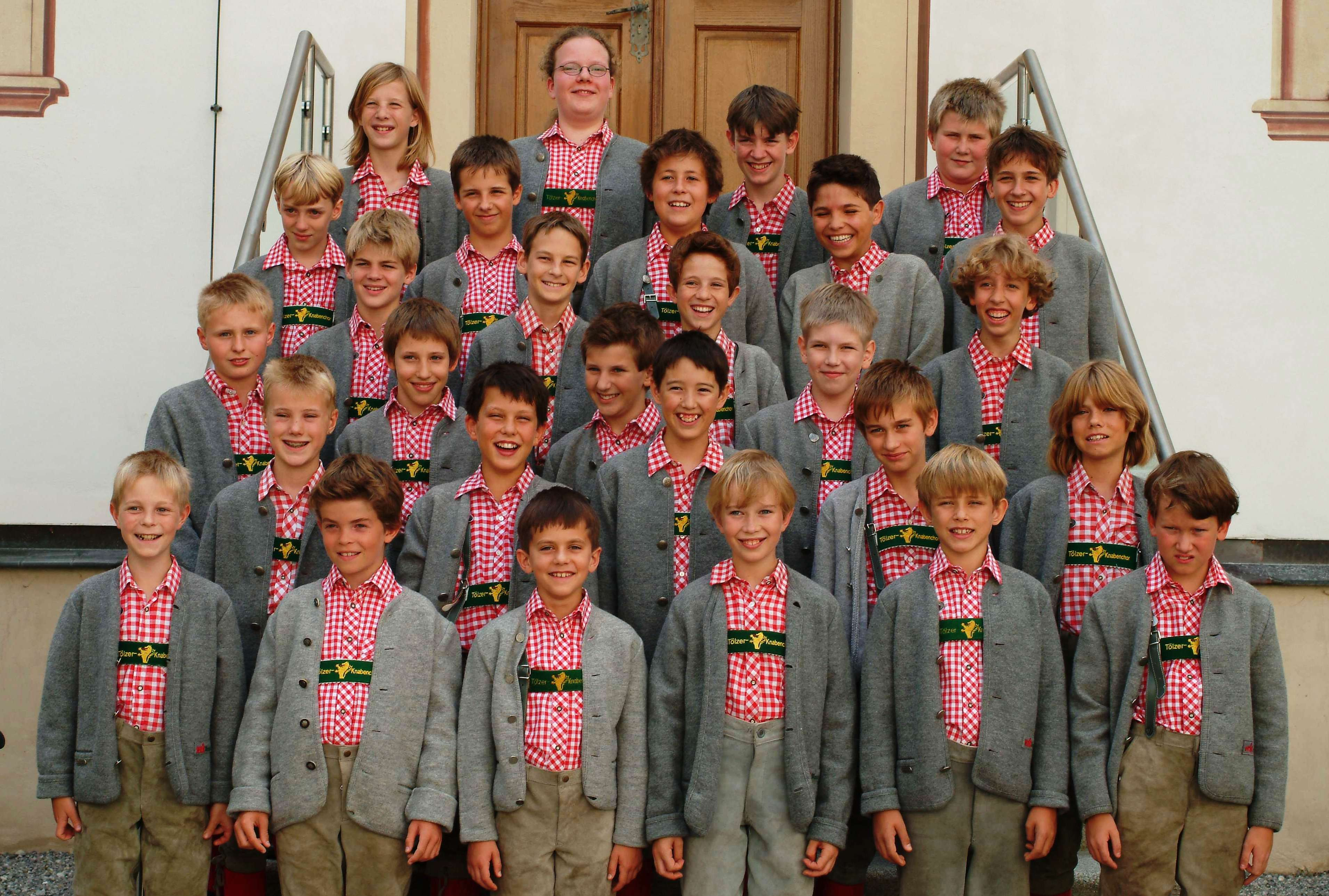
Tölzer Knabenchor.

Tölzer Knabenchor (tyska, "Tölz' gosskör") är en gosskör från Bad Tölz i Oberbayern i Tyskland. Kören är känd även utanför Tysklands gränser.

## Historia
Tölzer Knabenchor grundades 1956 av den då 19-årige dirigenten och sångpedagogen Gerhard Schmidt-Gaden i Bad Tölz. Redan samma år sjöng kören i radiokonserter. År 1957 följde de första konsertturnéerna till Sydtyrolen och Trento och 1960 till Luxemburg, Frankrike, England och Belgien. Från 1963 var Carl Orff regelbunden gäst och dirigent.
Från och med 1960-talet verkade kören eller dess solister i operauppsättningar. 1964 deltog för första gången sångare ur kören i en uppsättning av Mozarts Trollflöjten. År 1973 erhöll Gerhard Schmidt-Gaden tillsammans med kören utmärkelsen Deutscher Schallplattenpreis för sin uppsättning av Bachs Juloratorium.
År 1984 och 1986 besökte kören Chicago, Kina och Japan och fick ett internationellt genombrott. I Japan kallas körgossarna "änglarna från Bayern" och figurerar i manga.
Några tidigare körmedlemmar grundade 2007 musikgruppen Die Bergkameraden.